# 랜딩 페이지 최적화
랜딩 페이지 최적화(Landing page optimization;LPO)는 인터넷 마케팅 과정 중 하나이다.
검색엔진, 광고 등을 경유하여 접속하는 유저가 최초로 보게 되는 웹페이지를 랜딩 페이지라고 부른다. 그곳에서 유저가 원하는 웹페이지를 찾을 때, 메뉴나 사이트 검색 기능 등이 충실하지 않을 경우, 유저는 원하는 웹페이지를 찾는 것을 단념하고 다른 사이트로 이동을 해버리는 경우를 많이 볼 수 있다. 그러한 이유로, 다른 사이트로 이동하지 않도록 랜딩 페이지에서 목적 페이지로 간단히 이동할 수 있도록 최적화하는 것이다. 불필요하거나 혼란을 주는 내용을 최대한 피하고 방문자가 방문 목적을 쉽고 빠르게 달성할 수 있도록 안내해주는 것이 중요하다.